# Coquette paon
Lophornis pavoninus
Espèce
Synonymes
- Lophornis pavonina

Statut de conservation UICN

 LC  : Préoccupation mineure
Répartition géographique
Statut CITES
La Coquette paon (Lophornis pavoninus) est une espèce de colibris (famille des Trochilidae).

## Habitats
Cette espèce habite les montagnes humides tropicales et subtropicales, mais aussi les forêts lourdement dégradées.

## Sous-espèces
Selon Alan P. Peterson, il en existe 2 sous-espèces :
- Lophornis pavoninus duidae Chapman, 1929 — cerro Duida ;
- Lophornis pavoninus pavoninus Salvin & Godman, 1882 — tepuys orientaux.